# Намбу (Тотторі)

35°20′25″ пн. ш. 133°19′36″ сх. д. / 35.34028° пн. ш. 133.32667° сх. д.
Намбу (яп. 南部町) — містечко в Японії, в повіті Сайхаку префектури Тотторі.